# جيسيكا دي همفريز
جيسيكا دي همفريز هي كاتِبة كندية، ولدت في القرن العشرين.